# Marcelo Daniel Colombo
Marcelo Daniel Colombo (Buenos Aires, 27 de marzo de 1961) es un prelado católico argentino. Se desempeñó como obispo de la Nueva Orán, en Salta, como obispo de La Rioja y como vicepresidente en la Comisión Permanente de la Conferencia Episcopal Argentina. El 22 de mayo de 2018, fue nombrado Arzobispo de Mendoza.
Actualmente es el presidente de la Conferencia Episcopal Argentina.

## Biografía

### Primeros años y formación
Marcelo Daniel nació en Buenos Aires, Argentina. Se graduó en el Colegio San Francisco de Sales en Buenos Aires, Argentina, en 1978 obteniendo el título de Bachiller Mercantil. 
En 1982 ingresó al seminario de Quilmes y estudió filosofía en la Facultad de Teología de Buenos Aires en Villa Devoto; desde 1985 hasta 1988 cursó los estudios teológicos en el Centro de Estudios Teológicos y Filosóficos de Quilmes.

### Sacerdocio y estudios superiores
El 16 de diciembre de 1988 fue ordenado sacerdote. En 1989 se convirtió en abogado y procurador tras concluir sus estudios de derecho en la Universidad de Buenos Aires. 
En 1994 obtuvo la licenciatura en Derecho Canónico en la Pontificia Universidad Gregoriana y se doctoró en la misma disciplina en la Universidad Pontificia de Santo Tomás de Aquino en Roma, Italia en 1995.

## Episcopado

### Obispo de Nueva Orán
El 8 de mayo de 2009 fue nombrado por el Papa Benedicto XVI obispo de la Diócesis de la Nueva Orán.
Luis Teodorico Stöckler, obispo de Quilmes, lo consagró obispo de la Nueva Orán, en la ciudad de Quilmes, el 8 de agosto del mismo año; siendo co-consagrantes Mario Antonio Cargnello, arzobispo de Salta y Jorge Rubén Lugones, obispo de Lomas de Zamora. Colombo tomó posesión de su sede, en la ciudad de San Ramón de la Nueva Orán, provincia de Salta, el 22 de agosto de 2009. Allí permanecería como obispo hasta el año 2013. 
En julio de 2013 se dirigió en una carta abierta a la comunidad de Nueva Orán a modo de despedida, dada su reciente su elección en la Provincia de La Rioja:

"…Cuando llegué aquel 22 de agosto de 2009, sentí que nacía entre nosotros un vínculo fuerte, arraigado en la alegría de la Buena Noticia para esta parte de la Provincia de Salta y de la Argentina. Había tenida una intensa y apasionante experiencia de Iglesia, en mi diócesis de origen, Quilmes, Provincia de Buenos Aires. La diócesis de Orán, con su historia de servicio y compromiso con los pobres, se convertiría en mi nueva familia…"
Marcelo Daniel Colombo, 10 de julio de 2013

### Obispo de La Rioja
El 9 de julio de 2013, el Papa Francisco lo nombró obispo de Diócesis de La Rioja.  
El 1 de julio de 2018 se despidió de la actividad pública como Obispo de La Rioja, en la tradicional procesión de San Nicolás, y el 6 de agosto realizó una misa, en la Catedral de La Rioja, dejando su ministerio pastoral allí.

### Arzobispo de Mendoza
El 22 de mayo de 2018 fue nombrado Arzobispo de Mendoza, tomando posesión del cargo el 11 de agosto de ese mismo año.

## Conferencia Episcopal Argentina

### Vicepresidencia de la CEA (2017-2024)
En 2017, fue nombrado parte de la Comisión Ejecutiva de Conferencia Episcopal Argentina (CEA) como vicepresidente segundo, hasta el año 2021.
En 2021, fue nombrado nuevamente, vicepresidente primero de la Comisión Ejecutiva, de la Conferencia Episcopal Argentina, por el trienio 2021-2024.

#### Sobre las visitas de diputados nacionales a condenados por delitos de lesa humanidad
El 16 de julio de 2024, se reveló que un grupo de diputados y diputadas nacionales, del partido La Libertad Avanza, había visitado el Complejo Penitenciario Federal VII de Ezeiza cinco días antes. Allí, se reunieron con personas condenadas por delitos de lesa humanidad durante la última dictadura militar argentina, como Alfredo Astiz, Raúl Guglielminetti y Carlos Suárez Mason. Dicha visita fue organizada, en primera estancia, por el sacerdote Olivera Ravasi de la Diócesis de Zárate-Campana, hijo del exmilitar condenado Jorge Antonio Olivera.
En respuesta a este hecho, el 13 de agosto de 2024, Marcelo Colombo y el presidente de la Conferencia Episcopal Argentina (CEA), Oscar Ojea, recibieron a una delegación de organismos de derechos humanos. Entre estos se encontraban integrantes de la Asociación Permanente por los Derechos Humanos (APDH), la sección La Matanza de la APDH, la organización H.I.J.O.S Capital, el Movimiento Ecuménico de Derechos Humanos y la Comisión por la Memoria, Verdad y Justicia de Zona Norte del Gran Buenos Aires. Los representantes de estos organismos solicitaron la expulsión de Olivera Ravasi de la Iglesia y que se le impusieran sanciones eclesiásticas, similares a las aplicadas en el caso de Christian von Wernich.
El 14 de agosto, el vocero de la CEA, Máximo Jurcinovic, manifestó a través de su cuenta personal en la red social X, que "lo expresado y actuado por el sacerdote Javier Olivera Ravasi en relación a la visita de un grupo de diputados a la cárcel de Ezeiza no corresponde ni al pensamiento ni a la actitud de la Conferencia Episcopal Argentina".
Finalmente, el 15 de agosto, la Diócesis de Zárate-Campana emitió un comunicado en el cual se apartaba a Olivera Ravasi, rescindiendo su autorización para residir en la jurisdicción de dicha diócesis.

### Presidencia de la CEA (2024-actualidad)
El 12 de noviembre de 2024, Colombo fue nombrado presidente de la Conferencia Episcopal Argentina, durante la 125° Asamblea Plenaria de la CEA, por el trienio 2024-2027.
El 15 de noviembre, en su homilía de cierre de la Asamblea Plenaria, agradeció a Oscar Ojea, expresidente de la CEA, por su trabajo al frente de la institución.

## Controversias y causas judiciales

### Causa "Cristo Orante"
En octubre de 2018, Nicolás Bustos, denunció haber sufrido abusos sexuales en múltiples ocasiones entre 2009 y 2015, por parte de dos monjes del Monasterio del Cristo Orante, en Tupungato, Mendoza. En ese entonces se le preguntó al Arzobispo de Mendoza, Dante Braida, por la causa, que tenía como denunciados a Diego Roque Moreno y Oscar Portillo. Durante ese tiempo, Braida fue trasladado a La Rioja, y Marcelo Colombo asumió como Arzobispo de Mendoza.
El 31 de diciembre de 2018, Colombo comunicó el cierre provisorio y preventivo del Monasterio Cristo Orante, ante los hechos de público conocimiento:

(…) Luego de hacer las consultas pertinentes, incluido el Consejo Presbiteral, y mientras se esclarecen los hechos sometidos a juicio, he tomado la decisión cautelar de cerrar preventiva y provisoriamente el Monasterio.

Los hermanos más jóvenes, apenas ingresados, regresarán a sus domicilios familiares y seguirán siendo acompañados espiritualmente en su búsqueda vocacional. Los hermanos mayores, uno profeso y otro novicio, ya sacerdote, vivirán en adelante en una comunidad parroquial a designar y podrán seguir discerniendo su llamado vocacional en un clima de contención espiritual.

En cuanto a la administración y gestión del Monasterio, ahora responsabilidad directa de la Arquidiócesis, y mientras continúe este doloroso estado de cosas, serán encomendadas a un sacerdote que desempeñará el oficio de Moderador diocesano del Monasterio del Cristo orante. Para eso, he elegido al Pbro. Aldo Vallone, de vasta trayectoria ministerial y muy reconocido por su generoso servicio de distintas misiones pastorales (…)
Circular Nro. 20/2018, Mendoza

En abril de 2019, con el avance de la causa, Colombo negó que hubiera intentos por parte de la Iglesia de encubrir las denuncias de abuso sexual, afirmando su disposición a colaborar con la justicia. Sin embargo, se daría a conocer que en agosto solicitó cambiar de jurisdicción para el juicio eclesiástico, alegando un "clima hostil" y expresando dudas sobre la justicia en Mendoza:

“Pedíamos que en la causa canónica intervenga el tribunal de San Juan por la cercanía y para evitar cualquier suspicacia, interpretaciones maliciosas y la desconfianza que podría surgir de los investigadores en Mendoza”
Colombo, 10 de abril de 2019

El 9 de abril, del mismo año, se dio a conocer públicamente la carta que Colombo había enviado al Tribunal Supremo de la Signatura Apostólica, máximo órgano judicial de la Iglesia Católica, para trasladar la investigación a la provincia de San Juan y otorgar una prorroga al juicio canónico contra los monjes Moreno y Portillo, aduciendo la posibilidad de que se tratase a la causa como al Caso Provolo, que se encontraba bajo su jurisdicción:

(...) Deseo poner bajo la consideración de su persona y del honorable Dicasterio que SER preside, la conveniencia y oportunidad de conceder a nuestra Sede tribunalicia del Arzobispado de Mendoza una prorroga de jurisdicción para la realización de la mencionada causa judicial penal por las razones que paso a exponerle, a saber:

a. El clima hostil y negativo que rodea el ejercicio de la labor judicial canónica en la Arquidiócesis de Mendoza por la trascendencia mediática y social que ha tenido y tiene la causa judicial penal ante los tribunales ordinarios estatales, por el "caso Instituto Antonio Provolo" (Centro Educativo para Hipoacúsicos que se encontraba bajo la dirección de los sacerdotes de dicha congregación).
b. La necesidad de ofrecer la más absoluta independencia e imparcialidad al acusado y a quienes tienen de él, en el marco de la Arquidiócesis de Mendoza, una alta imagen y consideración personal y espiritual. Esto atento a que se trata de un sacerdote perteneciente a una asociación pública de fieles que ha sido oportunamente erigida por la autoridad arquidiocesana y trabaja bajo su egida y alta dirección (cfr. cánones 305 y 315 CDC).

c. Evitar, conforme a antecedentes que ya existen en la Arquidiócesis de Mendoza, y con resultados negativos para la misma, la posible judicialización, en sede estatal, de las actuaciones de nuestro tribunal. Acciones estas, que, a pesar de ser contrarias al Concordato firmado por el Estado Argentino con la Santa Sede, suelen prosperar en el ámbito de la justicia ordinaria local. (…)
Marcelo Colombo al Cardenal Dominique Mamberti, Prefecto de la Signatura Apostólica, 17 de agosto de 2018

En febrero de 2021, el Arzobispado de Mendoza comunicó la sanción a Jorge Portillo suspendiéndolo de sus funciones como sacerdote por cinco años,sin embargo el 9 de febrero la circunscripción eclesiástica aclararía que dicha penalización no correspondía al Caso Cristo Orante sino a una denuncia previa, notificando además el cierre definitivo del Monasterio:

(…) Asimismo, se informa que el Monasterio del Cristo Orante ha sido cerrado definitivamente por Decreto Prot. Nro. 010/21, habida cuenta del tiempo transcurrido desde su cierre provisorio de enero de 2019 en razón, fundamentalmente, de no haberse modificado las circunstancias que motivaron esa medida, la falta de un número mínimo de miembros y la fundada perspectiva de que la asociación pública de fieles "Fraternidad del Cristo Orante" no pueda desarrollarse y progresar atento el contexto.
Arzobispado de Mendoza, 9 de febrero de 2021

El 11 de junio de 2021, el caso fue elevado al Vaticano, y se incluyó una denuncia contra Colombo, Braida y el obispo auxiliar Marcelo Mazzitelli por presunto encubrimiento de abusos sexuales. A raíz de esto, los medios retomaron el caso, revelando que el 17 de junio de 2015, Nicolás Bustos había presentado su denuncia ante el entonces Arzobispo Carlos María Franzini, quien documentó la situación mencionando "tocamientos" y "besos", interpretando que hubo consentimiento.
El 12 junio, al día siguiente, la Comisión Ejecutiva de la Conferencia Episcopal Argentina (CEA), de la que Colombo era vicepresidente segundo, emitió un comunicado público respaldando las acciones de Mazzitelli, Braida, Franzini y Colombo en relación con la causa.

"La Comisión Ejecutiva de la Conferencia Episcopal Argentina declara su total respaldo a lo actuado en la causa conocida como "Monasterio del Cristo Orante" por los Obispos Marcelo Colombo, Marcelo Mazzitelli, Dante Braida y el fallecido Carlos Franzini.

Habiendo tomado estado público una denuncia particular enviada a la Sagrada Congregación para la Doctrina de la Fe, desestimamos de manera rotunda cualquier actitud de encubrimiento por parte de los Obispos y Sacerdotes mencionados. La Iglesia de Mendoza, conducida por sus Pastores, ha declarado con firmeza su condena a las situaciones de abuso que se produjeron en dicho Monasterio y obrado en consecuencia para sancionar a los responsables del delito."
Comisión Ejecutiva CEA, 12 de junio de 2021, Buenos Aires.

El 15 de junio, se presentó una nueva denuncia ante el Dicasterio para los Obispos contra el entonces arzobispo Mario Aurelio Poli, al ex obispo Carlos Humberto Malfa, el expresidente de la Conferencia Episcopal Oscar Ojea, y los miembros restantes de la Comisión Ejecutiva de la CEA, incluyendo a Colombo.
El 10 de julio de 2021, se dio a conocer que Portillo reconoció haber cometido "conductas inapropiadas en lo afectivo sexual" por lo cual fue trasladado, imponiéndosele una amonestación que Franzini dicto como "comportamientos notoriamente imprudentes". Ante estos hechos, el medio Infobae intentó comunicarse con el Arzobispado de Mendoza y el Obispado de La Rioja, pero ambos se negaron a hacer declaraciones.
En septiembre de 2021, el Tribunal Interdiocesano bonaerense suspendió a Roque Moreno por ocho años, hallándolo "culpable del delito que se desprende de la obligación de castidad para los clérigos".
El 30 de junio de 2022, la fiscal Eugenia Gómez solicitó que la causa sea elevada a juicio, al considerar que la etapa de instrucción había finalizado y que existían suficientes pruebas para acusar formalmente a Roque y Portillo como autores de los hechos.
En agosto de 2022, el medio Los Andes entrevistó al ex Arzobispo Dante Braida durante el 46° aniversario del asesinato de Enrique Angelelli en La Rioja. Sin embargo, Braida evitó comentar sobre el caso de Bustos, concluyendo la entrevista.
El 21 de diciembre de 2022, el juez de Cámara Diego Lusverti del Tribunal Penal Colegiado Nº1, dicto el sobreseimiento de Roque y Portillo, acompañando el dictamen de primera instancia del juez de Instrucción Fernando Ugarte.
Actualmente el Vaticano no ha respondido ninguna de las acusaciones.

### Comunidad LGBT
En 2025, Colombo manifestó su apoyo a una marcha nacional convocada por la comunidad LGBT contra el presidente Javier Milei. Su postura y argumentos atentaron claramente contra la doctrina y enseñanza católica, lo que produjo críticas y descontento entre los fieles.

### Denuncia por violencia de género en la Iglesia
En julio de 2019, Yolanda Quiroga, de 70 años, presentó una denuncia ante la justicia por presunto hostigamiento y maltrato por parte del Arzobispado de Mendoza. En su denuncia, Quiroga alegó haber sufrido un trato violento por parte de un diácono de la parroquia San Pedro y San Pablo, incluyendo la acusación de haber sido obligada a abortar en dos ocasiones.
En respuesta a estas acusaciones, la Justicia Canónica y la iglesia mendocina prometieron iniciar un proceso de investigación interna. No obstante, indicaron que no compartirían los resultados de estas investigaciones con la justicia nacional, amparándose en el Concordato de 1966 firmado entre el Estado argentino y la Santa Sede, durante la revolución libertadora, que regula las relaciones entre ambos. Sobre este tema, el arzobispo Marcelo Colombo expresó su postura:

"Niego expresamente que el Arzobispado de Mendoza, por su condición de persona jurídica pública, tenga la obligación de cumplir y ajustar  su estructura, organización y funcionamiento al Estado Constitucional de Derecho, al que estamos sometidos todos"

El 2 de julio de 2022, Yolanda Quiroga presentó una nueva denuncia contra Marcelo Colombo por presunta desobediencia y obstrucción a la justicia, junto con su equipo de abogados. Esta denuncia se considera la primera de este tipo en el país contra la Iglesia Católica por cuestiones de violencia de género.

## Reconocimientos
El 25 de julio de 2018, el Concejo Deliberante de la Provincia de la Rioja le otorgó la distinción de Ciudadano Ilustre, por su trabajo en la labor pastoral en la provincia. El viceintendente capitalino de la época, Oscar Luna, destacó además su trabajo en torno a los mártires y beatos de la provincia, como Enrique Angelelli:

"…Se convirtió en un riojano más que en este tiempo dejo una impronta importante por seguir en la línea de trabajo que dejo el Mons. Angeleli…"
Oscar Nicolás Luna, 25 de julio de 2018